# Andréi Shiriáyev
Andréi Borísovich Shiriáyev (en ruso: Андрей Борисович Ширяев, nacido el 25 de mayo de 1986) es un jugador de fútbol profesional ruso. Actualmente juega en la Segunda División de Rusia para FC Metallurg Lipetsk.